# Daniel Buda

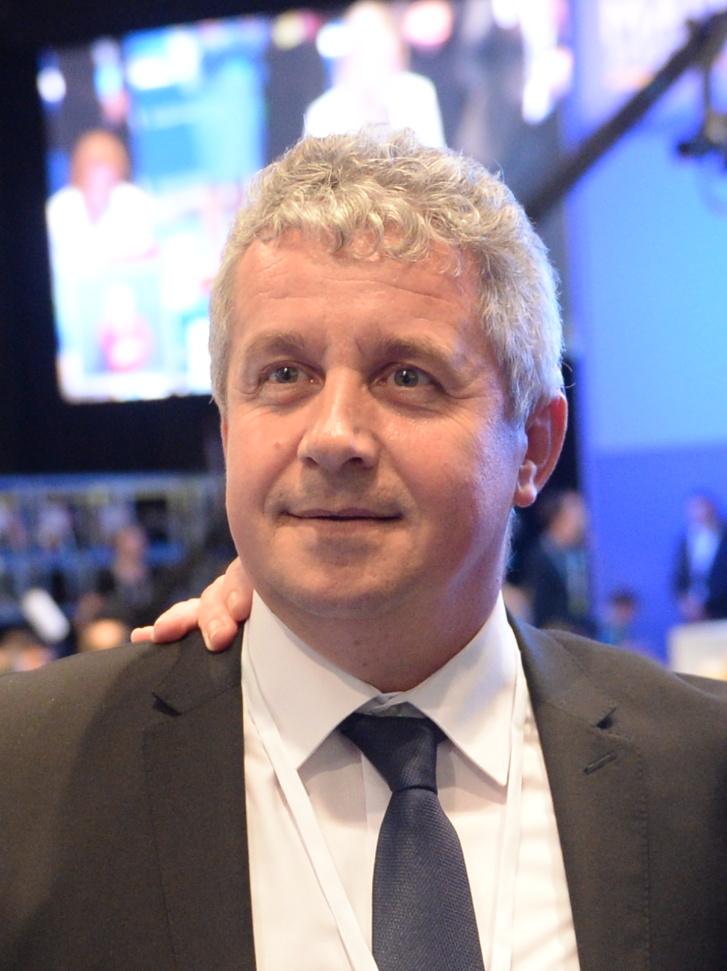
Daniel Buda

Daniel Buda (* 11. Januar 1970 in Românași) ist ein rumänischer Politiker der Demokratisch-Liberalen Partei.

## Leben
Buda ist seit 2014 in der EVP-Fraktion Abgeordneter im Europäischen Parlament. Dort war er Mitglied im Ausschuss für Landwirtschaft und ländliche Entwicklung und in der Delegation für den Parlamentarischen Stabilitäts- und Assoziationsausschuss EU-Montenegro. Er ist in der 10. Legislaturperiode (2024–2029) stellvertretender Vorsitzender im Ausschuss für Landwirtschaft und ländliche Entwicklung, Mitglied im Ausschuss für regionale Entwicklung und im Rechtsausschuss sowie stellvertretendes Mitglied im Ausschuss für Umweltfragen, öffentliche Gesundheit und Lebensmittelsicherheit.